# Mary Brian
Mary Brian (17 de febrero de 1906 – 30 de diciembre de 2002) fue una actriz cinematográfica estadounidense que trabajó en la época del cine mudo, y que hizo con éxito la transición al cine sonoro.

## Biografía
Su verdadero nombre era Louise Byrdie Dantzler y nació en Corsicana, Texas. Sus padres eran Taurrence J. Dantzler (diciembre de 1869 – 18 de marzo de 1906 36) y Louise B. (12 de agosto de 1876 – 3 de abril de 1973 96). Su hermano fue Taurrence J. Dantzler, Jr. (9 de agosto de 1903 – 6 de abril de 1973).
Su padre falleció cuando ella tenía un mes de edad, tras lo cual su familia se trasladó a Dallas, Texas. A principios de los años veinte se mudaron a Long Beach, California, donde a los 16 años de edad fue descubierta durante un concurso local de bellezas en traje de baño. Uno de los jueces era la famosa actriz cinematográfica Esther Ralston (que más adelante interpretaría a su madre en Peter Pan, y con la que hizo una amistad duradera). No llegó a ganar el premio de 25 dólares, pero sí consiguió de Paramount Pictures una entrevista con el director Herbert Brenon, tras la cual obtuvo el papel de Wendy Darling en la versión de 1924 de la obra de J. M. Barrie Peter Pan y Wendy. El estudio firmó un contrato de larga duración con la actriz, cambió su nombre por el de Mary Brian, y dijo que ella tenía 16 años en vez de 18, para así parecer más joven para el papel. 
Posteriormente Brian fue Fancy Vanhern, hija de Percy Marmont, en el film de Brenon The Street of Forgotten Men (1925), en el cual actuaba la recién llegada Louise Brooks en el papel de una prostituta, sin aparecer en los créditos.
Brian fue apodada "La chica más dulce del cine." Con una cesión a la MGM, hizo el papel de Mary Abbott, junto a William Haines y Jack Pickford en Brown of Harvard (1926). Fue nombrada una de las WAMPAS Baby Stars de 1926, junto a Mary Astor, Dolores Costello, Joan Crawford, Dolores del Río, Janet Gaynor y Fay Wray.
A lo largo de sus años con Paramount, Brian actuó en más de 40 películas, haciendo el papel de ingenua y joven coprotagonista. Trabajó nuevamente con Brenon en 1926 cuando interpretó a Isabel en la película basada en la obra de P. C. Wren Beau Geste, protagonizada por Ronald Colman. Ese mismo año rodó Behind the Front y Harold Teen. En 1928 fue la ingenua Alice Deane de Forgotten Faces (Caras olvidadas), con Clive Brook como su sacrificado padre, Olga Baclanova como su madre y William Powell en el papel de Froggy. Como muchas de sus películas en Paramount, Forgotten Faces, que fue un éxito de taquilla, no se conservó, y se presume que se ha perdido para siempre.
Su primera película hablada fue Varsity (1928), la cual fue rodada parcialmente sonora, y en la que trabajó con Charles Rogers. Tras su éxito en la transición al sonoro, actuó con Gary Cooper, Walter Huston y Richard Arlen en uno de los primeros westerns hablados, The Virginian (1929), película ya totalmente sonora. En ella interpretaba a una heroína de la frontera, la profesora Stark Wood, de la cual se enamoraba el Virginiano (Cooper).
Brian coprotagonizó varios éxitos a lo largo de los años treinta, incluyendo su papel como Gwen Cavendish en la comedia de George Cukor The Royal Family of Broadway (1930), con Ina Claire y Fredric March, el papel de Peggy Grant en la comedia de Lewis Milestone The Front Page (Un gran reportaje) (1931), con Adolphe Menjou y Pat O'Brien, y el personaje de Hope Wolfinger, la hija de W. C. Fields, en The Man on the Flying Trapeze (1935).
Entre otros papeles se incluyen los de Murial Ross en Shadows of Sing Sing (1933), película en la que encabezó el reparto, Gloria Van Dayham en College Rhythm (1934), Yvette Lamartine en Charlie Chan in Paris (1935), Sally Barnaby en Spendthrift (1936), con Henry Fonda, y Doris en Navy Blues (1937), en la que también encabezó el reparto.
Tras finalizar su contrato con Paramount en 1932, Brian se hizo independiente. Ese mismo año actuó en el vodevil, en el Teatro Palace de Nueva York. En 1936 viajó a Inglaterra, donde hizo tres películas. Se retiró de las pantallas entre 1937 y 1943.
También trabajó en el teatro, e hizo una gira representando la comedia Mary Had a Little... en los años cuarenta. Durante la Segunda Guerra Mundial entretuvo a los militares estadounidenses en el Pacífico Sur y en Europa. Pasó la Navidad de 1944 con los soldados que luchaban en la Batalla de las Ardenas. 
Su última actuación en el cine fue en Dragnet (1947), una película de serie B en la cual trabajaba con Henry Wilcoxon. A lo largo de 22 años, Brian actuó en más de 79 películas. 
Durante los años cincuenta Brian actuó ocasionalmente para la televisión, incluyendo los programas Meet Corliss Archer (1954) y Strike It Rich (1955). En sus años de retiro también dedicó tiempo a la pintura de retratos.
Aunque tuvo varias relaciones sentimentales, algunas de ellas con personalidades de Hollywood tales como Jack Pickford, Brian se casó solamente dos veces. La primera con el ilustrador Jon Whitcomb (casados el 4 de mayo de 1941 – divorciados en 1941) y la segunda con el cineasta George Tomasini (1947 – fallecimiento de él en 1964). Tras retirarse del cine, se dedicó a apoyar la carrera de su segundo marido. Tomasini trabajó en el montaje de los clásicos de Alfred Hitchcock Rear Window (La ventana indiscreta) (1954) y Psicosis (1960).
Mary Brian falleció por un fallo cardiaco a los 96 años de edad en Del Mar, California. Está enterrada en el cementerio Forest Lawn Memorial Park de Los Ángeles.
Mary Brian tiene una estrella por su contribución al cine en el Paseo de la Fama de Hollywood, en el 1559 de Vine Street, en Hollywood.